# San Andrés de Sotavento
San Andrés de Sotavento es un municipio colombiano ubicado en el departamento de Córdoba. Está ubicado en la costa Caribe del país. Llámese también a la capital del resguardo que lleva el mismo nombre en la misma ubicación geográfica. Su población es de 48.946 habitantes. También se lo conoce por la elaboración de sombreros vueltiaos.

## Historia
Su territorio en épocas de la cultura zenú perteneció al cacicazgo de Pinchorroy, uno de los 103 cacicazgos que conformaban de manera político administrativa el país de los zenúes, sus pobladores habitaban de manera dispersa en forma de semi nomadismo, se presume sobre la existencia de un poblado antes del año 1600 D. C. Como "Pueblo De Indios" en territorio del cacique Pinchorroy, antes de la llegada de los españoles, presunción que parte por la forma como esta organizado el pueblo en el cual no contempla parámetros organizativos de tipo español. Es posible que su conformación como caserío se dio gracias al desplazamiento forzoso debido a la invasión española a partir del año 1535 cuando la población seminómada oriunda del cacicazgo experimentara oleadas de nativos zenúes desplazados violentamente de otras partes del país como Betancí, el cual era un poblado rico. Toda esta población estaría en precarias condiciones, pues muchos de ellos vendrían de vivir en poblados grandes y ricos a sobrevivir en los cerros y las lomas. Estos desplazados posiblemente son los ancestros de los que actualmente se encuentran asentados en la zona rural de nuestro municipio, sobre todo en la zona norte.

### Mitología
Habitado por indígenas de la etnia zenú, según la mitología zenú, todos los zenúes descienden de sus padres mitológicos Mexión (Mechión) y Manexca (Maneca), sus hijos mitológicos fueron Finzenú, Panzenú, Zenufaná.
Mexión también representa para el zenú el nombre de su territorio. (El gran Cenú Mexión o país de los zenúes)
Manexca representa la igualdad entre los zenúes, ya que todos ellos fueron amamantados por ella la cual tenía un solo seno.
Finzenú, Panzenú y Zenufaná, representan las tres regiones del territorio zenú.
La princesa Onomá del Panzenú representa el agua y la vida ya que de sus lágrimas se originó el Río Cenú, su padre era un viejo cacique llamado Marralú.

## División territorial
Además de su Cabecera municipal. San Andrés de Sotavento tiene bajo su jurisdicción los centros poblados:
- Alta Rivera Roma
- Arroyo del Medio
- Berlín
- Calle Larga
- California
- Costa Rica
- Cruz de Guayabo
- El Banco
- El Contento
- El Hoyal
- El Mamón
- Gardenia
- Guayabo Sur
- Jején
- Las Casitas
- Los Andes
- Los Carretos
- Los Castillos
- Nueva Unión
- Patio Bonito Norte
- Patio Bonito Sur
- Peine
- Plaza Bonita
- Pueblecito Sur
- San Gregorio
- Santa Fe
- Vida Nueva

## Simbología
El animal símbolo de la cultura zenú es la Babilla y también representa el territorio, a través de la leyenda del caimán de oro.
La Ceiba, el árbol sagrado por el que los zenúes al morir pasan del mundo de en medio o mundo de los vivos al inframundo o mundo de abajo y atravesaba al supra mundo o cielo a través del árbol de la Ceiba.
La trenza es el símbolo más visible de su cultura en la actualidad y el sombrero Vueltiao que es hijo de la trenza representa la cultura zenú ante el mundo.

## El Cerro Tofeme
El Cerro Tofeme es un sitio geográfico sagrado cargado de mucho simbolismo para el zenú, es un cerro que comprende el área geográfica de la Ciénaga Grande Del Bajo Sinú y forma el límite actual entre los municipios de San Andrés de Sotavento y Chimá.
Tofeme es un nombre indígena colocado al español Juan De Santa Cruz, quien llegó a ser cacique Zenú, luego de integrarse a los nativos (se desconoce si fue capturado en batalla por los nativos debido a la gravedad de sus lesiones o integrado voluntariamente). En una batalla perdió un ojo y la nariz. Su cacicazgo fue destruido por los españoles en 1545.
Existió el cacicazgo de Tofeme en lo que hoy es Caimito, Sucre. Cacicazgo de Tofeme. (Actual Caimito). Destruido por los españoles en 1545. Fuente: Libro el ocaso del gran Zenú, Autora. Ana María Falchetti.

## La Leyenda del Caimán de Oro
Cuenta la leyenda del caimán de oro que, bajo la iglesia de San Andrés De Sotavento, ondeando su cola en un río subterráneo, está enterrado el caimán de oro, tótem tutelar de los indígenas zenúes, su cola se extiende hasta la ciénaga de Betancí, la extremidad izquierda se prolonga hasta palmito, la derecha alcanza a Sampués, la pata trasera toca Ciénaga de oro y la otra acaricia Chimá y Momíl.

## Ecología
El valle del Sinú se caracteriza por su fertilidad; el municipio de San Andrés,  en el aspecto agrícola es considerado una región importante relacionada directamente con la planicie fluvio lacustre que comprende:  Quebradas, diques naturales, arroyos, lagos artificiales, valles estrechos y terrazas.  Dentro de la planicie fluvio lacustre existen una serie de terrazas bajas compuestas generalmente por materiales finos que corresponden a arcillas, limos y arenas finas; estos materiales son poco permeables y facilitan los encharcamientos en épocas de lluvia y en los tiempos de verano o secos producen una serie de agrietamientos formando terronadas bastante duras. En la zona de estudio, afloran rocas sedimentarias de ambiente marino transciginal y continental con edades que van desde el terciario medio  (mioceno)  hasta el cuaternario en las cuales se dan las formaciones. Fauna La fauna como componente imprescindible del ecosistema terrestre se debe conocer, proteger y  manejar adecuadamente, de acuerdo a las condiciones ecológicas imperantes en la región de estudio. Las especies animales de por sí escasas por las condiciones restringidas de habitantes propicios para su normal desarrollo y la continua intervención humana, se han disminuido aún más, hasta el punto que algunas están extinguidas y otras en vías de desaparición.  Entre los mamíferos están:  Vaca, Conejo, venado, carnero, armadillo,  zaino, cabro, ñeque, Guartinaja, Ponche, ardita, Gato de Monte, Zorra Chucha, Perico Ligero. Primates como el mico colorado, Machín; reptiles como:  Icotea, tapaculo, tortuga, Morrocoy, Caimán, Iguana, Salamanqueja, babilla y lobo pollero.  Existen también algunas especies de serpientes como coral, Azotadora, Boa, Mapaná de agua, rabo biche, pécora, Candelilla, Bejuquillo, Patoco, Mapaná rabo seco, mapaná prieta y mapaná blanca. Recurso Hídrico La situación topográfica del Municipio le permite que su territorio esté irrigado por numerosas corrientes de agua, pero con una diferencia de niveles de agua muy marcado en periodo de verano e invierno.  Posee dos grandes cuencas, la zona costera con el arroyo Petaca como microcuenca principal y el otro la cuenca de Sinú con dos grandes microcuencas  (Mochá y Mapurincé) que desembocan en la Ciénaga Grande del Bajo Sinú.
Aguas Superficiales Está formada por las aguas lluvias y por los arroyos, quebradas existentes en el Municipio; con respecto a este último, existen tres sistemas principales de microcuencas que son:  Mochá:  Con sus afluentes:  La Matá, Hondo, Chupulucuy, Charcón, San Francisco, Zanjón, Panchamey, Roma, Jején y Jesús. Mapurincé:  Con sus afluentes:  La Estrella, Arroyo de Tuchín, Las Pavas, Bajo Lata, Arroyo Mamey, Canime y Las Piedras. Petaca:  Con sus afluentes:  El quince, Aguazaíno, Corozal, Flecha y Caracolí.
Características de las principales Microcuencas Cuenca Hidrográfica del Sinú v Microcuenca de Mochá La microcuenca del arroyo de Mochá, abarca una red hidrográfica que se inicia en el Departamento de Sucre en la confluencia de los Arroyos Ozuna y Bledo, para luego penetrar en el Departamento de Córdoba por el Municipio de San Andrés de Sotavento, al que atraviesa de noreste a sudeste y continúa su recorrido por el Municipio de Chimá hasta verter sus aguas en la Ciénaga Grande en el sitio denominado Boca de Mosquito. Pertenece a la subcuenca Ciénaga Grande, sector hidrográfico del Bajo Sinú. Densidad de Drenaje  (Dd). La densidad de drenaje es la relación existente entre la longitud total de los cauces y el área drenada o su superficie. Se considera la noción de densidad de drenaje, para caracterizar cuantitativamente la red hidrográfica de la cuenca, además indica el grado existente entre el tipo de red de drenaje y la clase de escurrimiento dominado en la hoya. Las nociones de densidad de drenaje y frecuencia de órdenes, están estrechamente relacionadas dado que se considera una red hidrográfica como densa, cuando su densidad de drenaje es superior a 2,5 km/km² y tiene una densidad de drenaje menor de 1 km/km² y su frecuencia de órdenes una es muy baja. Teniendo en cuenta los valores obtenidos de la microcuenca de Mochá:  Dd = 0.53 km/km² y Fx = 0.069 km/km², se concluye que es una cuenca muy mal drenada.

## Nombres De San Andrés De Sotavento en el tiempo
Esta parte del territorio dentro de la cultura zenú, inició llamándose Mexión, nombre que conservó después de la conquista española.
Al refundarse el pueblo por el español Rodrigo Méndez de Montalvo el 30 de noviembre del año 1600, pasa a llamarse San Andrés de Mexión.
Al convertirse en Resguardo de manera protocolizada el 19 de julio de 1782, pasa a llamarse Resguardo Indígena zenú de San Andrés de Sotavento.
En el año de 1.910 se crea el Municipio de San Andrés de Sotavento.

### Los Encomenderos de San Andrés de Mexión
Primer Encomendero
(Año 1600 a 1614) Entre los años 1.590 y 1.595, llega procedente de Tolú, El Capitán Rodrigo Méndez De Montalvo con el título de Cristiano Encomendero de indios de este Reino (por tres vidas) otorgado por el gobernador general y presidente de la real audiencia del nuevo reino de granada Don Antonio González, periodo como gobernador entre 1590 – 1597 Por 1.800 ducados.
La conformación de la Encomienda contemplaba el pago de una determinada cantidad por parte del respectivo encomendero, a cambio de reconocer su derecho al disfrute de la misma.
Rodrigo Méndez, reorganiza el pueblo pues ya existía como pueblo de indios, sus reformas fueron de carácter político como la castellanización, religioso como la cristianización y administrativo como la imposición del sistema de encomiendas para exigir tributos, esto se dio hacia el año de 1600 y escoge como fecha de re-fundación del pueblo, el día 30 de noviembre, fecha de san Andrés apóstol según el calendario religioso hasta el año 1614
Segundo Encomendero
(Año 1614 a 1649) Andrés Méndez Maldonado, (hijo) nombrado por el Rey en 1614 hasta 1649 
Tercer Encomendero
(Año 1649 hasta 1720) Ana Vitalina De Fuentes(Nieta) asume el cargo de encomendera en 1649 por el gobernador de Cartagena Don Pedro Zapata de Mendoza.
El 31 de enero de 1675, el resguardo de San Andrés recibió la visita del oidor y licenciado Jacinto de Vargas Campuzano. Ana Vitalina de Fuentes no había desarrollado hatos por allí, solo chiqueros de cerdos; pero tenía problemas de pago de jornales con los indios y discordancias tanto con el cacique Blas de Montalvo como con el capitán Diego Tarramón. Los dos cabecillas declararon ante el oidor, en efecto, que "la encomendera y su mayordomo nos mandan trabajar como si fuésemos mulas", que "nos dicen perros, chivatos, carneros", que "el cepo está escondido debajo de un pañol para que su señoría no lo vea", y que no querían seguir pagando tributos los vivos y los muertos pues ya "somos criollos por la gracia de Dios". En efecto, debían acarrear madera, palmas y cañas a cuestas al pueblo y al embarcadero de la Ciénaga Grande del Orica (por el nombre de otro cacique al occidente); sembrar maíz, sacar miel de abejas y montear hicoteas, babillas y ponches en verano; bogar en el barco y canoa de la encomendera hasta las bocas del río Sinú para enviar mercancías a Cartagena; cazar manatíes y caimanes para sacarles la manteca para el alumbrado con pabilos; hilar las mujeres pita de los montes para hacer escobas y esteras y así otras tareas semejantes. La encomendera se defendió de tales cargos con los "Libros de cuenta y razón" que llevaba su mayordomo Antonio Rodríguez Caldera desde 1660. Allí constaba que había pagado a ocho reales diarios por persona, por una producción de 5.400 libras de pita y 240 botijas de manteca. Cada año daba machete y pala a los indios de tributo, de herramientas que le fabricaba Diego Felipe, su herrero mulato. Tenía una pequeña botica de medicinas y una jeringa para lavados. Daba naguas de ruan y de estameña blanquisca a las mujeres; y a las de servicio personal les compensaba en vara de cotense de a doce reales. En general prefería pagar en ropa y no en efectivo, porque los indios se la pasaban en juegos de "Montucuy" y gaitas (juntas de vino de palma, aguardiente y chicha). En cumplimiento de las ordenanzas, sólo venía al pueblo seis o cuatro meses al año con sus cuatro esclavos (entre ellos un escribiente y otro que la llevaba a espaldas por los caminos). La otra sirvienta que tenía en la casa era una "india bollera". Vargas Campuzano confirmó y amparó el resguardo el 3 de marzo de 1675, obligó a Ana Vitalina a pagar en efectivo y en su presencia todos los jornales que debía a los indios, además, los 1108 patacones de los gastos de la visita. Doña Ana se vengó demandando a los indios, una vez se fue el visitador, para que le pagaran 200 fanegas de semilla de maíz que, según ella, "les había prestado para su sustento". Además, hizo que se largara el último mohán o brujo, Juan de Montiel, porque "mataba algunas criaturas". Errada decisión, porque con el mohán se fueron muchas otras familias, entre otras la del principal cantor y músico de chirimías de San Andrés, el indio Juan Méndez de Montalvo.
Finalizada la administración de la última encomendera, en adelante, San Andrés De Mexión, sería administrado directamente por la Corona Española, sin la figura de Encomenderos.
Don Felipe V ya había decidido abolir las encomiendas, como en efecto lo hizo en 1720.

## Geografía
El Municipio de San Andrés de Sotavento, se encuentra ubicado geográficamente en las coordenadas 9°8′57″ de latitud norte y 57°30′44″ de longitud oeste con relación al meridiano de Greenwich. Esta posición astronómica trae como consecuencia su ubicación en la zona tórrida intertropical de bajas latitudes y en vez de tener 4 estaciones, solo tiene un periodo de lluvia y otro de sequía, mientras que su longitud propicia participar de la misma hora que tiene Colombia. La posición latitudinal y elevaciones como el Cerro de Tofeme, Anguilla, colocan a la totalidad del territorio de San Andrés en lo que comúnmente se denominan tierras cálidas con diferentes precipitaciones y temperaturas elevadas. Según la clasificación del Municipio de San Andrés de Sotavento toda el área corresponde a un bosque seco tropical (bs-T). Existen algunas variaciones microclimáticas dentro de la misma zona de vida, la humedad aumenta a medida que las corrientes de agua marina se dirigen hacia el sur. Esta clase de clima se obtiene básicamente por el factor de humedad relacionado con precipitación, evapotranspiración potencial transformándose luego por los valores de índice de aridez e índice de humedad. En términos generales el municipio de San Andrés posee un clima semiseco el cual es característico del departamento de Córdoba y la región Caribe, presentando características acústicas debido a la acción de los vientos secos provenientes del noreste que al llegar al continente se llevan la poca humedad atmosférica existente hasta encontrar barreras naturales donde depositan las masas de aires.

### Límites Del Municipio
- Norte: Departamento de Sucre, Municipio de Sincelejo, corregimiento de Buenavista
- Noreste:Departamento de Sucre, municipio de Sincelejo, Corregimiento de Babilonia.
- Este: Departamento de Sucre, Municipio de Sampués, Corregimiento de Siloé y Chinú.
- Sur: Ciénaga de Oro Córdoba y Chinú.
- Noroeste: Municipio de Tuchín Córdoba.
- Suroeste: Municipio de Chimá Córdoba.

## Economía
Las explotaciones agrícolas son de gran importancia en el municipio de San Andrés de Sotavento para su economía y el principal reglón que predomina en esta área es el cultivo del maíz que representa el 48% de lo que se cultiva. El segundo renglón en importancia corresponde a la yuca con un 33% del área cultivada, los otros cultivos importantes que le siguen en su orden son: El arroz secano, ñame, ajonjolí; los mayores limítrofes que se presentan en el sector agrícola, se relacionan con la falta de maquinaria, altos costos de insumos y carencia de unos canales de comercialización y transformación de productos. En el Municipio de San Andrés de Sotavento existe una agricultura de tipo tradicional con una tendencia a utilizar maquinaria de uso agrícola, creando de esta manera una demanda de equipo agrícola para la preparación de tierras, lo que ha originado un costo alto para el uso de los equipos que oscilan entre $80.000,oo y $100.000,oo por hectárea, casi igual a los costos actuales de los Municipios agroindustriales como Cereté, Ciénaga de Oro y San Pelayo. Los principales sistemas de producción son: el maíz asociado, ñame, maíz intercalado, yuca, arroz secano, ajonjolí, patilla, frijol, ají picante y caña flecha. También se presentan algunos cultivos de menor escala como la guanábana, maracuyá, coco, mango, mamón, hortalizas, napa, y enea como materia prima para las artesanías.

## Atractivos turísticos y festividades
- Celebración de las Festividades de Santa Ana del 26 al 27 de julio.
- Celebración del Cumpleaños del Municipio de San Andrés de Sotavento el cual se celebra del 29 al 30 de noviembre.
- El 30 de noviembre, se celebra la fiesta religiosa de San Andrés Apóstol, patrono de la localidad y al que debe su nombre.
- También se celebra desde el 24 de diciembre hasta el 29, las fiestas de San Simón De Ayuda.

Lugares que puedes visitar en este municipio: 
- El parque Principal

- El parque del Sombrero Vueltiao

- Iglesia San Andrés Apóstol

- La Biblioteca municipal

- El mercado público

- El Cerro Tofeme

## Servicios públicos
- Energía Eléctrica: Afinia, del grupo EPM, es la empresa prestadora del servicio de energía eléctrica.
- Gas Natural: Surtigas es la empresa distribuidora y comercializadora de gas natural en el municipio.